# Zala (Angola)
Zala és una comuna d'Angola que forma part del municipi de Nambuangongo dins la província de Bengo.